# Капкани
Капкани (крим. Kapkanı) — місцевість Керчі, Україна, розташована на сході міста, колишнє село.

## Історія
Час утворення поселення точно не встановлено: на карті 1842 року на його місці позначені безіменні хутори? а згідно з «Списком населених місць Таврійської губернії за відомостями 1864 року», складеному за результатами VIII ревізії 1864 року, Капкани — слобідка міського відомства Керч-Єнікальського градоначальства, з 23 дворами, 111 жителями та рибними заводами.
Постановою ВЦВК «Про реорганізацію мережі районів Кримської АРСР» від 30 жовтня 1930 року село, разом із сільрадою, включили до складу Керчі.